# Ogyris gela
Ogyris gela är en fjärilsart som beskrevs av Waterhouse 1941. Ogyris gela ingår i släktet Ogyris och familjen juvelvingar. Inga underarter finns listade i Catalogue of Life.